# Bernard Hanon
Pour les articles homonymes, voir Hanon.
Bernard Hanon, né le 7 janvier 1932 à Bois-Colombes et mort le 10 novembre 2021, à Neuilly-sur-Seine, est un  dirigeant d'entreprises français, président-directeur général de Renault de 1981 à 1985.

## Biographie

### Jeunesse et études
Lors de la Seconde Guerre mondiale, ses parents, Juifs polonais, s'exilent en Afrique puis en Palestine. En 1944, la famille est revenue à Paris et Bernard Hanon étudie au lycée Louis-le-Grand.
Il est diplômé d'HEC et titulaire d'un MBA de l'université Columbia,.

### Carrière professionnelle
Il entre à la Régie Renault en 1959. Il est responsable du marketing de la filiale américaine jusqu'en 1963, où la marque cherche à imposer sa Renault Dauphine, en vain. Il quitte ensuite un temps l'entreprise pour devenir professeur d'économie à Columbia. Revenu chez Renault, en France, en 1966, il devient chef du service d'études et de programmation économique puis directeur de l'informatique et de la planification. En 1972, fort de son expérience américaine, ayant remarqué que le développement du travail des femmes allait conduire les foyers à acquérir une seconde automobile, il accompagne le lancement de la Renault 5 (R5), un succès. En 1976, il est désormais directeur général adjoint. Sous son impulsion, l'entreprise, alors première marque du continent européen, investit à la fin de la décennie 350 millions de dollars pour acquérir 46 % des parts d'American Motors Corporation, espérant fabriquer des voitures françaises outre-Atlantique ; c'est un échec et l'acquisition passe à Chrysler. Directeur général de Renault en 1980, il est nommé par le gouvernement du nouveau président François Mitterrand, en août 1981, président-directeur général, pour prise de fonctions en décembre de la même année, en remplacement de Bernard Vernier-Palliez. Sous son mandat ont lieu plusieurs réformes voulues par le pouvoir socialiste, alors que la CGT dispose d'une forte assise chez Renault (semaine de 39 heures, cinquième semaine de congés payés, embauche de jeunes, etc.). Le nombre de salariés augmente fortement,.
En 1983, l'accord signé avec Matra est à l'origine de la Renault Espace l'année suivante, mais son lancement connaît des difficultés. La Renault Supercinq ne rencontre pas non plus le succès escompté.
Reconduit en juillet 1984, Bernard Hanon est remercié en cours de son second mandat, en janvier 1985, après l'annonce d'un déficit record pour l'année 1984 de 12,5 milliards de francs, dans le contexte du « tournant de la rigueur » ; il est remplacé par Georges Besse, qui conduira une restructuration de l'entreprise,.
Il crée ensuite un cabinet de consultants puis devient président de l'École nationale supérieure de création industrielle.
Bernard Hanon meurt en 2021 à l'âge de 89 ans.